# Kruna (пісня)
 «Kruna» (укр. Корона) — пісня сербської співачки Невени Божович. Вона була випущена як сингл 20 березня 2019 року. Божович написала слова й музику. «Kruna» представляла Сербію на конкурсі Євробачення 2019 в Тель-Авіві, Ізраїль після перемоги на національному відборі Beovizija в березні 2019 року.

## Євробачення
10 січня 2019 Невена Божович була підтверджена як одна з 24-х учасників Beovizija 2019 з піснею «Kruna». 14 лютого 2019 року РТС виявив порядок виступів, а Божович розмістили шостою в другому півфіналі. 28 лютого 2019 року вона вийшла з другого півфіналу, після чого посіла перше місце за голосами журі та друге за голосами глядачів. Божович перемогла у фіналі національного відбору 3 березня 2019 року з загальною сумою 20 балів і отримала право представляти Сербію на конкурсі Євробачення 2019 у Тель-Авіві, Ізраїль.
28 січня 2019 року було проведено спеціальний розіграш, який помістив кожну країну в один з двох півфіналів, а також у якій половині шоу вони виступатимуть. Сербія потрапила до першого півфіналу. Після того, як всі конкуруючі пісні для конкурсу 2019 року були випущені, порядок виконання півфіналів вирішувався виробниками шоу, а не через інший розіграш, так, щоб подібні пісні не розміщувалися поруч. Сербія виступила 9-ю та пройшла до гранд-фіналу, що відбувся 18 травня 2019 року.
У фіналі конкурсу пісня зайняла 18 місце з 89 балами.

## Музичне відео
Музичний кліп для «Kruna» вийшов на YouTube каналі Євробачення 17 квітня 2019 року.